# می‌هاس
می‌هاس (به اسپانیایی: Mijas) یک دهستان و شهرک در اسپانیا است که در Costa del Sol Occidental واقع شده‌است. می‌هاس ۱۴۸٫۸ کیلومتر مربع مساحت دارد ۴۲۸ متر بالاتر از سطح دریا واقع شده‌است.